# Brains

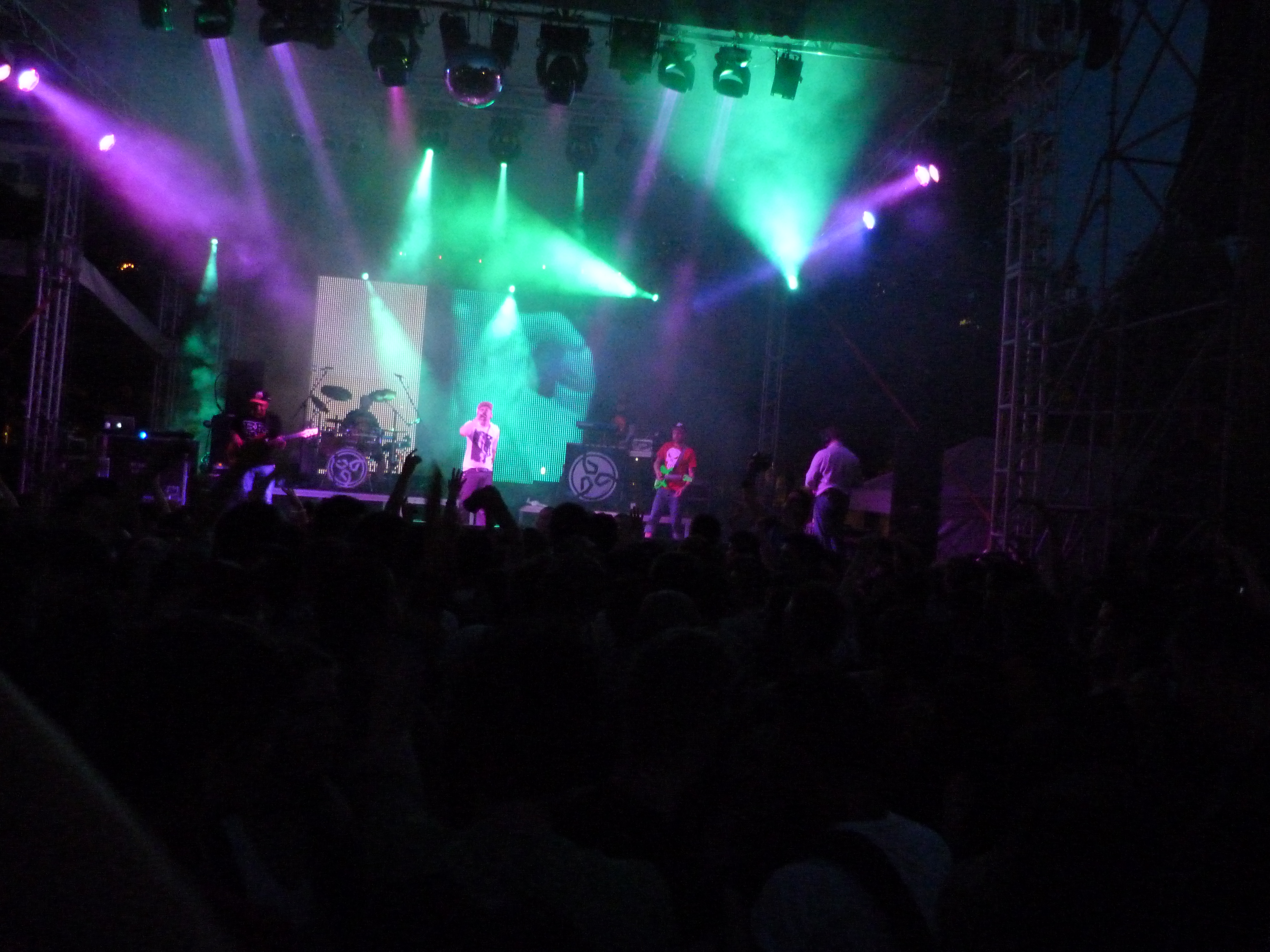
A Brains a Belvárosi Fesztiválon - 2013

A Brains Magyarország egyik sikeres, elektronikus zenét játszó koncertzenekara: nagyszínpados fesztiválfellépéseik és országszerte telt házas klubkoncertjeik mellett 2012/13 telén négy hónap alatt kétszer töltötték meg rajongóikkal a patinás Petőfi Csarnok nagytermét, majd 2015 tavaszán, "Stand Firm" című lemezük bemutatóján csaknem hétezer rajongójukat táncoltatták meg a Budapest Parkban. 2016 tavaszán elnyerték “Az év elektronikus hangfelvételéért” járó Fonogram díjat és a "Legjobb hangszerelés"-ért járó Petőfi Zenei Díjat. Eddig tíz daluk került rotációba a Petőfi Rádióban, így ők a leghallgatottabb angolul éneklő magyar együttes. 

## Stílus
A Brains lemezeinek gerincét drumandbass alapú dalok teszik ki, de műsoruk szinte valamennyi jelenlegi stílust szintetizálja a dubstep-től a drumstepen át az elektro-ig és a breakig. Többször kollaboráltak nemzetközi előadókkal lemezeiken és koncertjeiken egyaránt: visszatérő vendégük Sian Evans, a Kosheen énekesnője, de Dynamite MC-vel (ex-Roni Size), Topcattel és Tenor Fly-jal is készítettek közös trackeket. 

## Karrier
1994-2006
A zenekar számtalan tagcserén és stílusváltáson esett át 1994-es alakulása óta. Az első években még hardcore-ban utaztak, aztán áteveztek a funk rockra, és egy ponton még fúvósok is voltak a csapatban. A hőskorszak lenyomatát három lemez, a '97-es Színek, a '98-as Semmi komoly és a 2001-es Dunakanyar rasztabanditái őrzi. 
2006-2012
A 2006-os Humanual lemez már az „újkori” Brainst idézi, ekkor csatlakozott ugyanis a zenekarhoz MC Columbo, és vele készült el a következő, Top Shotta című 2008-as album is, amely egy olyan stílus kavalkádot hozott – drum and bass, hiphop, rock, ragga –, amely élőben rendkívül hatásosan szólal meg. 2010-ben egy újabb tagcsere után a zenekarba bekerült a Másfélből ismert Ujj Zoli dobos és Lukács Levi billentyűs, és ez az ötös készítette el végül a minden korábbinál direktebb, partizósabb és eklektikusabb hangzású nagylemezét, a Refresh The Style-t. Az album és az azt követő kétéves intenzív turnézás meghozta az eredményét: a korongról négy dalt játszottak kiemelt rotációban a hazai rádiók<<--, a Brains pedig megkerülhetetlen tényező lett a hazai koncertpiacon-->. 2012 tavaszán a szakma Fonogram-díjra jelölte a Refresh the style-t "a legjobb hazai elektronikuszenei album" kategóriájában.
2013
A csapat a 2013 áprilisában megjelent Full range albummal nemzetközi vizek felé kacsintgatott: az album sztárvendége Sian Evans, a hazánkban kultikusnak számító brit elektro zenekar, a Kosheen énekesnője, akit DJ Fresh-sel készített felvétele nemzetközi szinten is ismét a középpontba állított. A tizenegy dalt tartalmazó új album egyenes folytatása a csapat két előző albumának. A lemez gerincét továbbra is drumandbass alapú dalok teszik ki, de szinte valamennyi jelenlegi stílust szintetizálja a dubstep-től a drumstep-en át az elektro-ig és a break-ig. A Brains tagjai külön-külön is sok különböző zenéből táplálkoznak és ezt ezen a lemezen megpróbálták még jobban kihasználni.
2014
A csapat 2014 márciusában publikálta legfrissebb felvételét, az azóta rádióslágerré vált Superheroes című dalt. Az aktuális PECSA koncert apropóján kiadott szerzeményhez rendhagyó, a szuperhősök tematikájára épülő és a képregények világát idéző kísérő-kampány társult. "Bár a plakátokon mi jelenünk meg szuperhősökként, a Superheroes cím nem arra utal, hogy mi rendelkeznénk természetfeletti képességekkel. Éppen ellenkezőleg: bárki szuperhőssé válhat egy másik ember szemében, és ehhez nincs szükség sem hatalomra, sem emberfeletti erőre, csak figyelemre, emberségre" – mondta Columbo, a Brains zenekar énekese.
A csapat 2014 tavaszától kiemelt figyelmet fordít a koncertek látványára: a Brains mellett működő team az aktuális anyag hangulatához komponált vizuális kíséretet (fényeffektusok, vetítés, díszlet). A zenekar  minden fontos fellépésére látványtechnikai kiegészítőket visz az egyedi hangulat megteremtéséhez.
2015
A zenekar április végén jelentette meg Stand Firm című nagylemezét. Az albumon szereplő dalok erős üzenettel bírnak. A 2015-ös év nem indult túl jól a világban, és ezt további sajnálatos események követték – magyarázta a Brains frontembere, MC Columbo. - Idén minden eddiginél nagyobb kitartásra van szüksége az embereknek ahhoz, hogy tovább küzdjenek, és az életet továbbra is a lehető legpozitívabban fogják fel. A Brains koncertekre eddig is az volt a jellemző, hogy arra a másfél órára, míg színpadon vagyunk, a közönség és a zenekar számára is megszűnik a külvilág. Az új lemezünk címével is utalni szerettünk volna arra, hogy jöhet bármi, a közönségünk és mi is szilárdan állunk." A lemezen tizenegy dal található. Egy szám erejéig szerepel rajta Dynamite MC Angliából, ami egy nagy öröm volt a zenekarnak, hogy összejött, ő ugyanis egy ikonikus alak a drum & bass műfajban. A Halott Pénz közreműködésével készült Akkor hívsz az év egyik legjátszottabb felvétele lett a hazai médiában.
2016
A fesztiválszezon indításaként új dallal jelentkeztek Strange days címmel. "A Hurts című dalunk óta szerettünk volna készíteni egy hasonlóan kemény számot mind hangzás mind szöveg tekintetében." - mesélt az új felvételről a csapat énekese, MC Columbo - "Sok olyan dolog történik a világban amit nem is gondolnánk, hogy befolyásolni tudunk - ha egyedül nem is, de együttes erővel mindenképp. A dal ezt az összefogást erősíti, azt az érzést, hogy akik hasonlóan nyitott szemmel járnak érezzék, nincsenek egyedül."
A csapat sűrű időszak közepén van: hazánk valamennyi fontos fesztiválján fellépnek, a legtöbbön nagyszínpadon. A 2016-os színpadi design azonban minden korábbin túlmutat: egyedi, futurisztikus díszlet uralja a színpadot, amely a zenével és a dalonként megkomponált látványelemekkel együtt komplex, XXI. századi élményt ad a koncertlátogatóknak.

## Diszkográfia
Albumok
- 1997 Színek / Colours
- 1998 Semmi komoly / Nothing Serious
- 2006 Humanual
- 2008 Top Shotta
- 2011 Refresh the Style
- 2013 Full range
- 2015 Stand Firm
- 2017 Keep Burning

Egyéb kiadványok
- 2001 Dunakanyar rasztabanditái / Rastabandits - promóciós kiadvány
- 2002 Propeller - promóciós kiadvány
- 2005 Ooo Dem - maxi single

## Tagjai
Jelenlegi felállás
- Kéri András - rap, vokál
- Varga Norbert - gitár
- Ádám Donát - dobok[1]
- Endrei Dávid - basszusgitár
- Lukács Levente - billentyűsök, sampler

Állandó vendég
- Német Péter „Mc Zeek”

Korábbi tagok
- Jeli Gergely
- Vörösmarti Viktor
- Ujj Zoltán
- Tőkés Ábel
- Dobai András
- Babinecz Balázs
- Szakácsi Gábor
- Haness Zoltán
- Hamvas Atanáz
- Ásztai Bálint
- Simonits László
- Füvessy Klára